# مسالك الممالك
مسالك الممالك كتاب جغرافي من تأليف، أبو القاسم إبراهيم محمد الفارسي الإصطخري
المعروف بالكرخي. جاء في وصف البلدان والتقسيمات الإدارية, ويعتبر من أول ما كتب في هذا العلم. وفيه يذكر الأصطخرى أقاليم الأرض وممالكها إجمالا ثم يعرج قدما على ذكر بلاد الإسلام مفصلة ويقسم المعمور من الأرض عشرين إقليما ثم يذكر كل إقليم منها بما اشتمل عليه من المدن والبقاع والبحار والأنهار. وقد اختير هذا الكتاب ليكون المجلد الأول من المكتبة الجغرافية التي نشرها في 1967 العلامة دى جويا. نقل عنهما ياقوت في مؤلفه معجم البلدان.

## منهجية الكتاب
في مسالك الممالك يذكر الإصطخري أقاليم الأرض وممالكها إجمالا ثم يعرج قدما على ذكر بلاد الإسلام مفصلة ويقسم المعمور من الأرض عشرين إقليما ثم يذكر كل إقليم منها بما اشتمل عليه من المدن والبقاع والبحار والأنهار. على هذا النحو ذكر أولا ديار العرب ثم أتبعها بالكلام على بحر فارس فبلاد المغرب ومصر والشام وبحر الروم والجزيرة والعراق وخراسان وكرهان وما اتصل بهما من بلاد السند والهند إلى ما وراء النهر.
غالبا ما اعتمد في تأليف هذا الكتاب على كتاب سابق هو صور الأقاليم لأبو زيد أحمد بن سهل البلخي من علماء أوائل القرن الرابع الهجري كذلك. وقد ألف الأصطخرى كتابه الثاني وأسبغ عليه نفس الاسم.